# Mary Prema Pierick
Mary Prema Pierick, (13 de maig de 1953), és una religiosa alemanya, superiora general de les Missioneres de la Caritat de Calcuta (Índia), l'institut religiós fundat per la Mare Teresa de Calcuta.
Va néixer com a Mechthild Pierick en una comunitat d'agricultors de Reken, a Alemanya. El 1980, després de llegir la biografia de la fundadora, Alguna cosa bonica per a Déu de Malcolm Muggeridge, va anar a conèixer la Mare Teresa a Berlín. Es va sentir cridada a esdevenir missionera viatjant a l'Índia. Pierick esdevingué superiora regional de l'institut per les Germanes d'Europa. Va tornar a l'Índia per supervisar els estudis terciaris del seu institut, l'última fase de l'entrenament abans de la professió religiosa. Va succeir la germana Nirmala Joshi com a superiora general el 24 de març de 2009, encapçalant un institut amb més de 5,000 membres a tot el món en aquell moment.